# Veľký Šariš
Veľký Šariš (německy Groß-Scharosch; maďarsky Nagysáros) je město v Šariši na východním Slovensku. Veľký Šariš leží v Šarišském podolí v údolí řeky Torysy. Nejvyšším bodem je Šarišský vrch (570 m.)
Administrativně spadá pod Prešovský okres Prešovského kraje. Vedle Prešova, ležícím 7 km jihovýchodně, je jediným městem a druhým největším sídlem okresu. V roce 2004 zde žilo 4018 obyvatel převážně slovenské národnosti.

## Dějiny

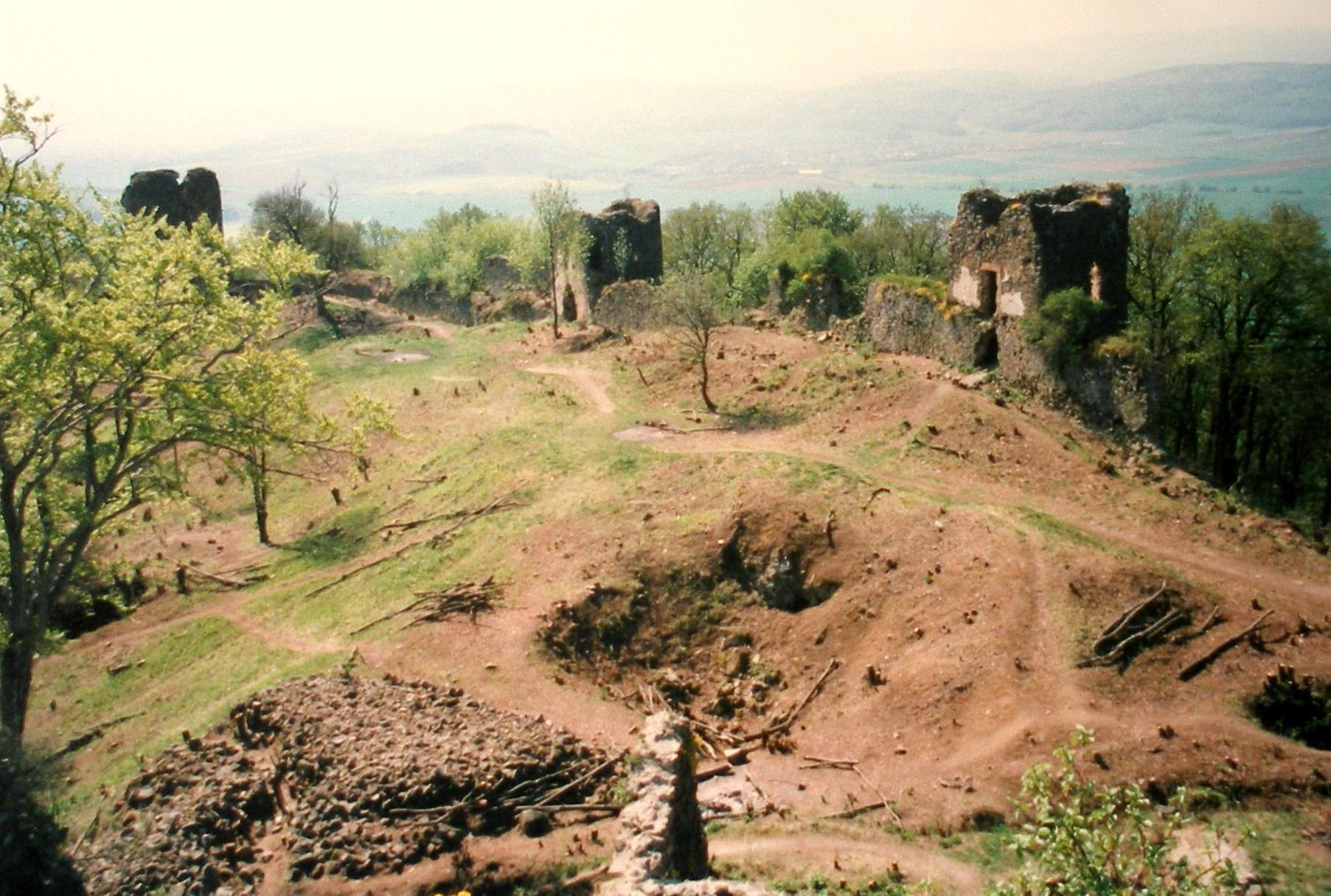
Šarišský hrad

První písemná zmínka pochází z roku 1217. Šarišský hrad, jehož ruiny stojí na Šarišském vrchu, byl ve středověku centrem Šarišské župy. Roku 1873 byla zprovozněna železnice Prešov – Plaveč. Na místním nádraží je vystavena patrně nejstarší parní lokomotiva na Slovensku.

## Současnost
Veľký Šariš je dnes známý především díky největšímu slovenskému pivovaru Šariš, součásti skupiny SABMiller. Prochází tudy také mezinárodní železnice Krakov – Prešov – Košice – Maďarsko; dopravu obyvatel však zajišťují především autobusové linky prešovské MHD.

## Rodáci
- Elena Lacková (1921–2003), romská spisovatelka a dramatička
- Melánia Nemcová (1918–2006), slovenská etnografka, publicistka a choreografka